# Haus Bartleby
Das Haus Bartleby e. V. – Zentrum für Karriereverweigerung war ein von 2014 bis 2017 aktiver gemeinnütziger Verein mit Sitz in Berlin-Neukölln und ein interdisziplinäres Projekt, das sich gegen den „Wachstums- und Karrierefetisch“ engagierte.

## Name
Das Projekt Haus Bartleby wurde nach der 1853 erschienenen Kurzgeschichte Bartleby der Schreiber von Herman Melville benannt. Darin verweigert ein Schreiber in einem Anwaltsbüro über längere Zeit ohne Angabe eines Grundes die Erledigung der ihm gestellten Aufgaben. Von den Gründern wird dies mit dem Kapitalismus in Beziehung gesetzt als „ein systematischer Irrtum, der tödlich ist, und dessen gewaltige Umrisse uns allmählich vor Augen stehen. Etwas geht zu Ende. Die Gültigkeit alter Ordnungsvorstellung läuft ab.“

## Gründer und Programmatik

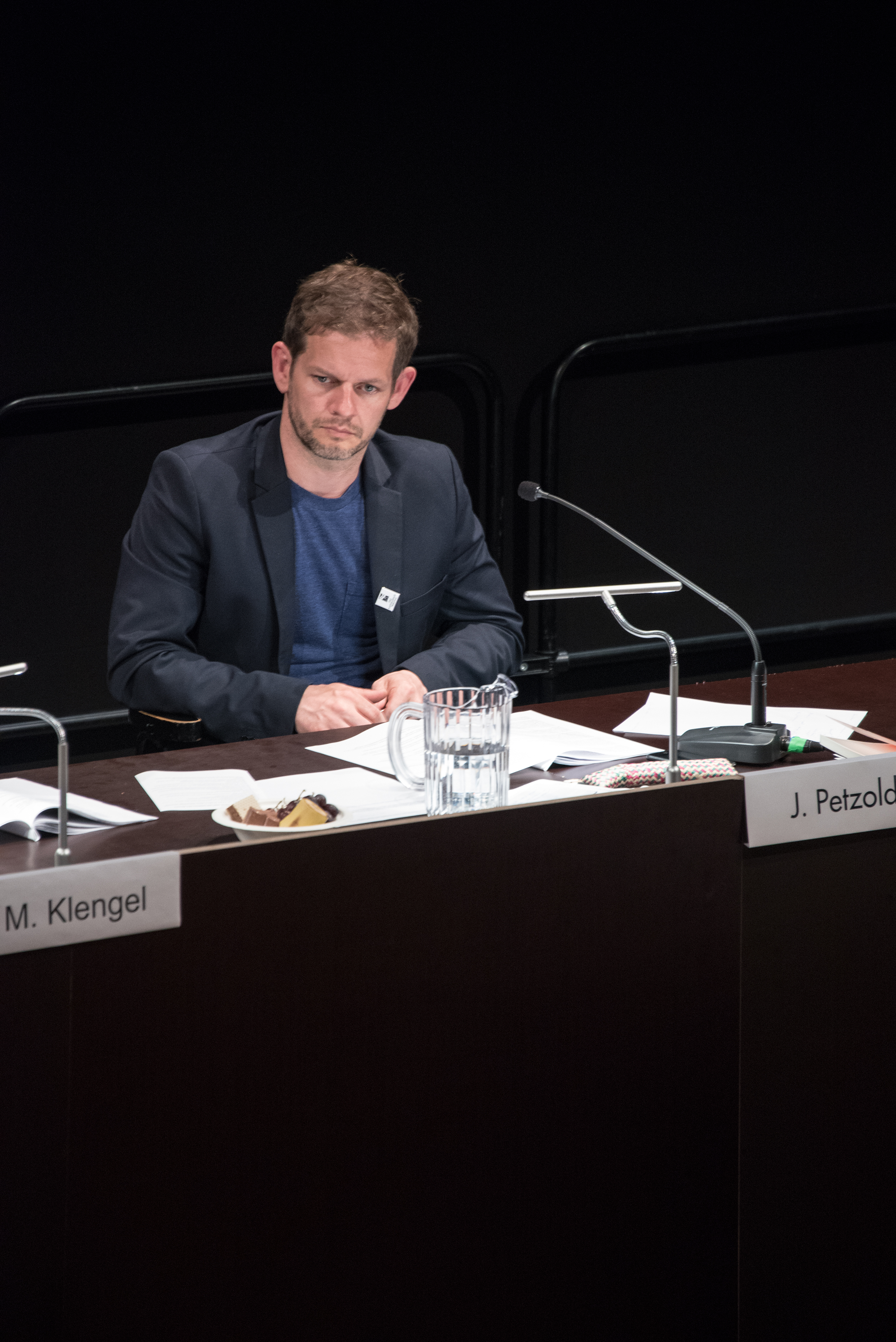
Jörg Petzold

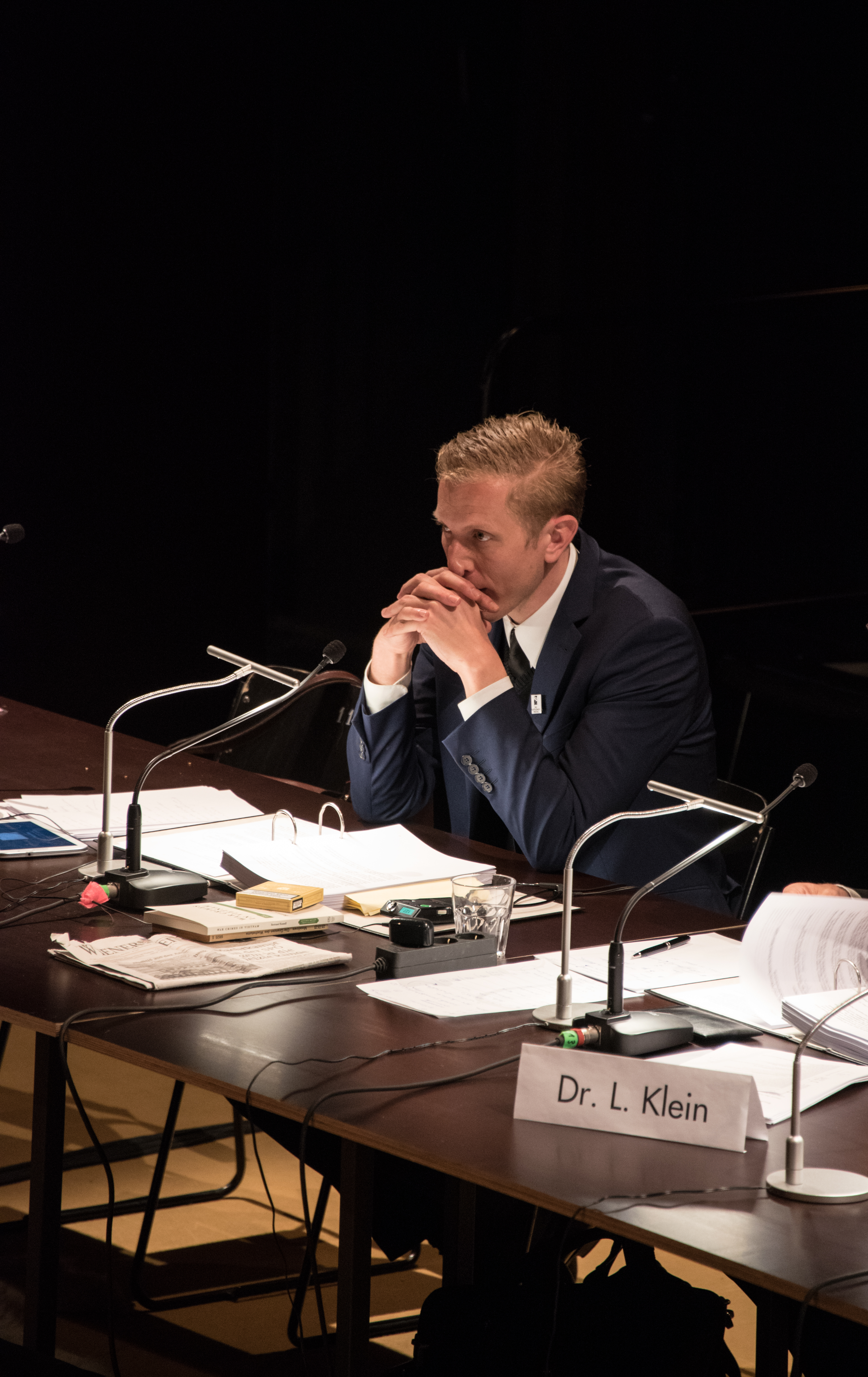
Anselm Lenz

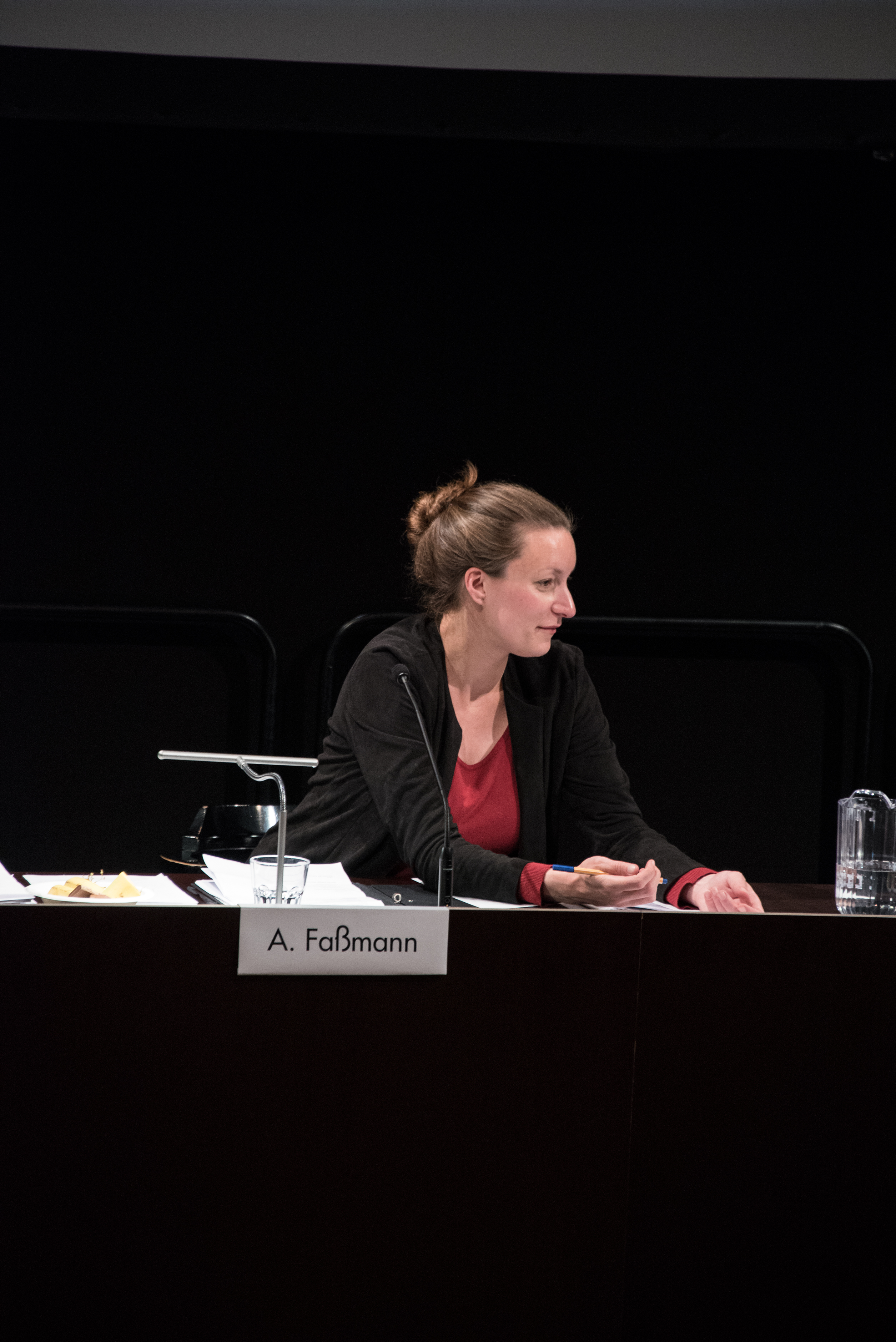
Alix Faßmann

Haus Bartleby propagierte die systematische Karriereverweigerung. „I would prefer not to“ heißt sein Leitspruch nach der ständigen Verweigerungsformel von Bartleby dem Schreiber in Melvilles Erzählung. Der Verein wurde 2014 unter anderem von Alix Faßmann, Anselm Lenz und Jörg Petzold gegründet.
Der Sozialwissenschaftler Helmut Martens nannte Haus Bartleby als ein „Beispiel für die Suche nach Antworten auf die Krise der Arbeitsgesellschaft“, die zunehmend ‚Working poor‘ und ‚Burn-outs‘ produziere. Die Mitglieder beschrieb die Journalistin Katrin Gottschalk 2015 „als schöngeistige Flaneure [...], die ihre Botschaft in Art déco und lässiger Barmusik verpacken“.

## Auftritte und Performances
Einen ersten Auftritt hatte die Gruppe bei der Internationalen Degrowth-Konferenz 2014 in Leipzig mit dem Vortrag „Anleitung zur Karriereverweigerung“. Beim Elevate Festival in Graz präsentierten sie am 25. Oktober 2015 eine Performance mit dem Titel The End of the neoliberal Era.

### Das Kapitalismustribunal
Das Kapitalismustribunal war ein fiktiver Gerichtsprozess, den das Kollektiv Haus Bartleby ins Leben gerufen hat. Juristen, Ökonomen, Historiker und Philosophen versammelten sich vom 1. bis 12. Mai 2016 im brut Wien und verhandelten in fingierten Rechtsverhandlungen mutmaßliche Vergehen des europäischen Kapitalismus. Mehrere Vorverhandlungen hatten im Lauf des Jahres 2015 im Heimathafen Neukölln stattgefunden. Am 2. Dezember 2015 wurde im Haus der Kulturen der Welt der Berliner Gipfel zur Prozessordnung für das Tribunal abgehalten. Aus 405 gesammelten realen Anklagen hatten sich sieben Themenfelder ergeben, darunter „Arbeit im Kapitalismus“, „Medien und Bildung im Kapitalismus“, „Ausbeutung und Menschrechtsverletzungen durch die Tabakindustrie“ und „Verbrechen gegen Afrika“. Die Veranstaltung wurde als Livestream auf der Website aus dem Theater am Karlsplatz übertragen.
Eine der „Richterinnen“ des Tribunals, Ingrid Gilcher-Holtey, verortete es im Konzept des „eingreifenden Denkens“ von Brecht, das sich keineswegs auf das Theater beschränke, sondern auf alle wissenschaftlichen, politischen und künstlerischen Gebiete übertragbar sei. Der Standard beschrieb einen der Verhandlungstage des Tribunals wie folgt: „Behandelt wurden unter ‚Arbeit im Kapitalismus‘ gezählte 24 Anklagen […] Die Klagen können auf capitalismtribunal.org anonym eingereicht werden und sind dort gesammelt nachzulesen. Am Donnerstag richteten sie sich etwa gegen ‚die Ideologie‘ der kapitalistischen Selbstausbeutung. Oder wiederholt gegen die Bundesagentur für Arbeit, das deutsche Gegenstück zum österreichischen AMS: vor allem wegen Demütigung der Arbeitsuchenden und Ausbeutung von Geringverdienern. Ebenfalls wiederholt wurden die Zerstörung des Gesundheitssystems, das Hartz-IV-System und die Privatisierung der Altenpflege angeklagt. Grundsätzlich ging es um die Ausbeutung der Arbeitenden als ‚Humankapital‘.“
2016 wurde Das Kapitalismustribunal für den Spezialpreis des Nestroy-Theaterpreises nominiert.

### Besetzung der Berliner Volksbühne
Im September 2017 beteiligten sich Aktivisten des Hauses Bartleby an einer Besetzung der Berliner Volksbühne. Anlässlich des Intendantenwechsels von Frank Castorf zu Chris Dercon wurde ein alternativer Spielplan inszeniert. Nach einer Woche wurde das Haus von der Polizei geräumt.

## Bücher
Mit ihrem 2015 veröffentlichten Manifest, eine Anthologie mit dem Titel des gleichnamigen Liedes von Tocotronic Sag alles ab!, verfasste Haus Bartleby „eine Anleitung zum lebenslangen Generalstreik“. Um eine neue Welt zu denken, müsse man erst einmal aus der alten aussteigen. Die Gruppe wolle nichts Geringeres als den Kapitalismus sterben zu lassen „sowie alles, was ihrer Meinung nach damit zusammenhängt: Selbstoptimierungswahn, Ausbeutungsprinzipien, die massenweise zum Burn-out führen, prekäre Beschäftigungsverhältnisse, die längst die Mitte der Gesellschaft erreicht haben, Abstiegs- und Existenzängste, die das tägliche Hamsterrad zugunsten einer immer kleineren und immer wohlhabenderen Riege von Superreichen antreiben. Und natürlich alles, was über die Probleme des Einzelnen hinausgeht: Die Ausbeutung der Umwelt, das Führen von Kriegen aus wirtschaftlichen Interessen, die Machtverteilung zugunsten von Eliten anstelle echter Demokratie.“ So beschrieb Ruth Schneeberger das Konzept in der Süddeutschen Zeitung.
Zwei Jahre „nach ihrem viel beachteten Aufschlag“ blicke das Haus Bartleby auf ein umfängliches Kunstprojekt zurück, schrieb Susanne Messmer 2017 in der taz anlässlich der Vorstellung des zweiten Buchs Das Kapitalismustribunal mit Lesungen in der Volksbühne Berlin. Es sei „ein sehr ernstes, ein schwieriges Buch geworden. Es ist aber auch ein Buch, das alle Kritik am Haus Bartleby, wie sie seit seiner Gründung immer wieder aufploppte, zunichtemacht.“

## Publikationen
- Haus Bartleby (Hrsg.): Sag alles ab! Plädoyers für den lebenslangen Generalstreik. Mit Texten von Alix Faßmann, Anselm Lenz, Jörg Petzold und Patrick Spät. Edition Nautilus, 2015, ISBN 978-3-89401-824-5.
- Haus Bartleby (Hrsg.): Das Kapitalismustribunal. Zur Revolution der ökonomischen Rechte (Das rote Buch). Mit Texten von Saskia Sassen, Angela Richter, Alain Badiou, Volker Lösch, Nis-Momme Stockmann, Guillaume Paoli, Ilija Trojanow, Achille Mbembe. Passagen Verlag, Wien 2016, ISBN 978-3-7092-0220-3.